# Municipio de Madison (condado de Butler, Ohio)
El municipio de Madison (en inglés: Madison Township) es un municipio ubicado en el condado de Butler en el estado estadounidense de Ohio. En el año 2010 tenía una población de 8448 habitantes y una densidad poblacional de 90,25 personas por km².

## Geografía
El municipio de Madison se encuentra ubicado en las coordenadas 39°32′11″N 84°25′32″O / 39.53639, -84.42556. Según la Oficina del Censo de los Estados Unidos, el municipio tiene una superficie total de 93.6 km², de la cual 92.62 km² corresponden a tierra firme y (1.05%) 0.98 km² es agua.

## Demografía
Según el censo de 2010, había 8448 personas residiendo en el municipio de Madison. La densidad de población era de 90,25 hab./km². De los 8448 habitantes, el municipio de Madison estaba compuesto por el 97.9% blancos, el 0.59% eran afroamericanos, el 0.09% eran amerindios, el 0.24% eran asiáticos, el 0.04% eran isleños del Pacífico, el 0.13% eran de otras razas y el 1.01% pertenecían a dos o más razas. Del total de la población el 0.51% eran hispanos o latinos de cualquier raza.